# 蓝色幽灵一号
蓝色幽灵一号（英語：Blue Ghost Mission 1）是由萤火虫太空公司执行的机器人登月任务，于2025年1月15日发射，并于2025年3月2日08:34 UTC登陆月球。萤火虫航空航天公司成为首家完美将航天器软着陆在月球上的商业公司。

## 任務介紹
2021年2月4日，NASA授予萤火虫航天公司一份价值9330万美元的合同，要求其于2023年向月球进行十项科学调查和技术演示。该合同是商业月球有效载荷服务计划（CLPS）的一部分，CLPS由NASA向商业合作伙伴购买服务，以便在阿耳忒弥斯计划中快速将科学技术有效载荷部署到月球表面。

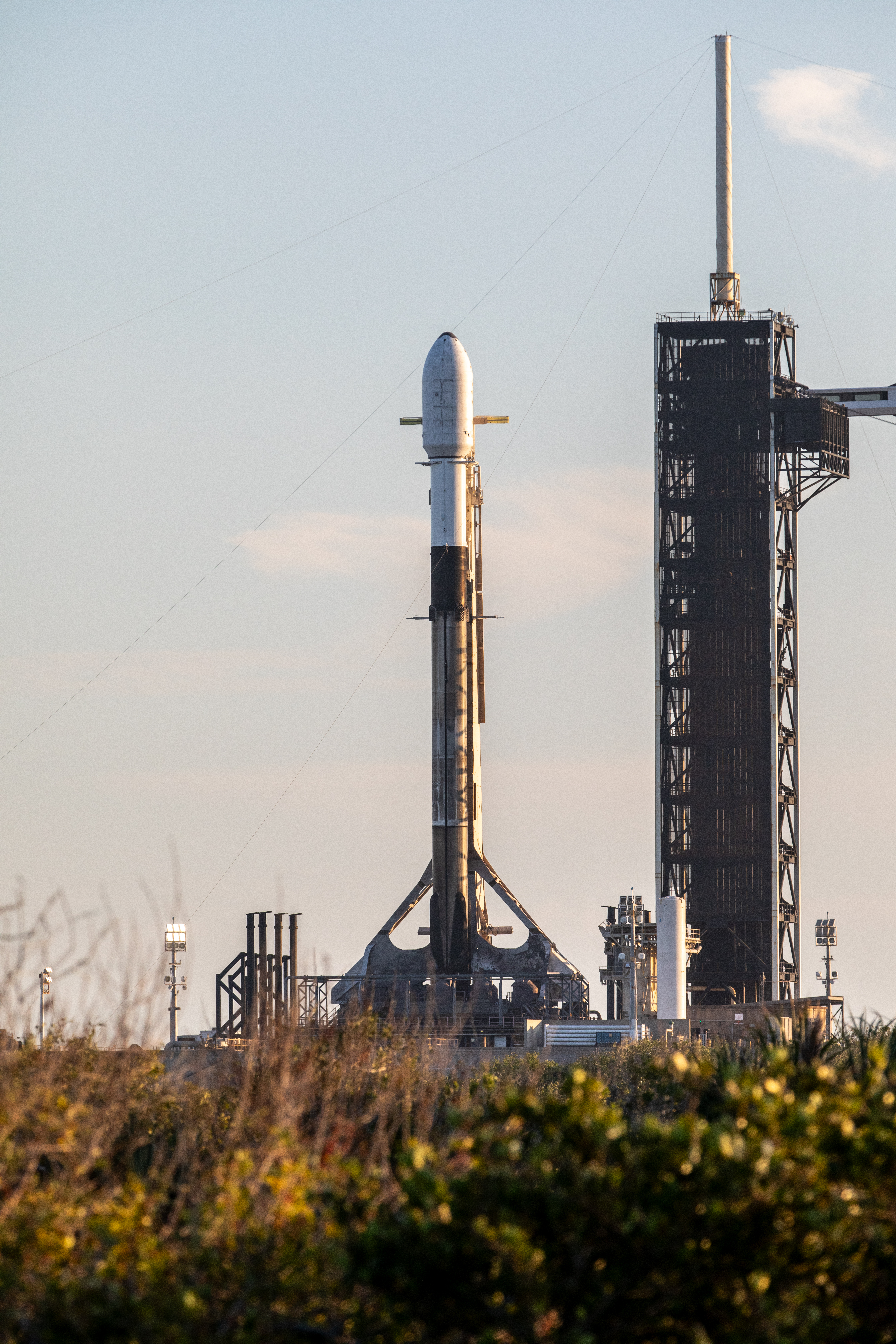
发射前不久，正在肯尼迪航天中心的搭载蓝色幽灵M1和白兔-R M2的獵鷹9號5型运载火箭

2021年5月20日，萤火虫航天选择SpaceX的猎鹰9号作为首次任务的运载火箭，因为其自己的阿尔法火箭不具备发射蓝色幽灵所需的性能或有效载荷能力。萤火虫航天未来的MLV运载火箭预计将支持未来的蓝色幽灵任务。

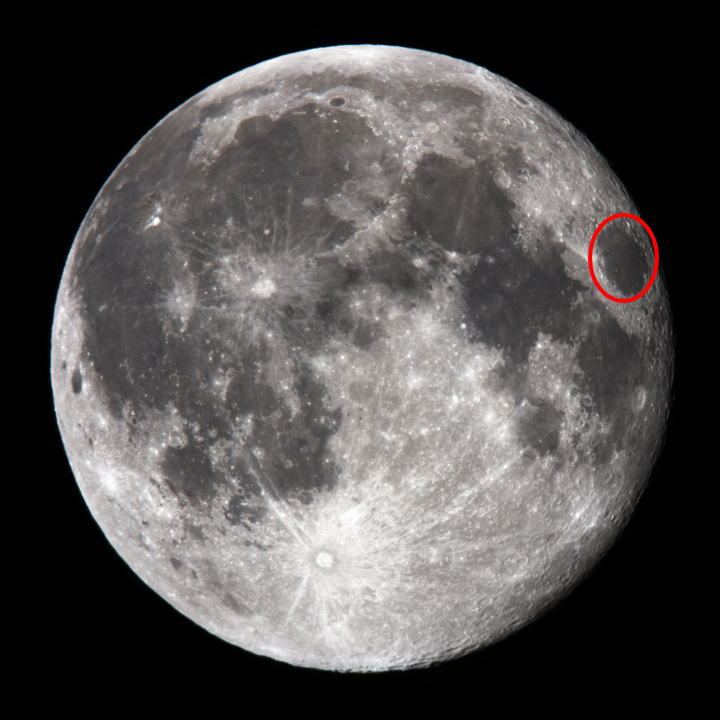
危海在月球的位置

M1任务计划降落在月球危海，这是一个从地球上可见，約500 km（310 mi）宽的陨石坑。M1任务搭载的仪器将收集数据，以深入了解月球风化层（即松散的岩石和土壤）的性质、地球物理特征以及太阳风和地球磁场的相互作用，为人类登陆月球表面的任务做好准备。

### 时间线
- 2022年4月26日，萤火虫航天宣布完成第一台蓝色幽灵着陆器M1的综合准备情况审查（Integration Readiness Review, IRR），预计2024年发射。[9]
- 2023年11月，萤火虫航天为该任务提供了更精确的时间窗口，将发射時間安排在2024年第三季度至第四季度之间。
- 2024年5月，蓝色幽灵首批发动机完工。[10]
- 2024年6月，萤火虫航天宣布发动机已完成组装，着陆器将很快安排发射。[11]
- 2024年7月，该公司重申将于2024年第四季度发射。[12]
- 发射前的环境测试于8月在喷气推进实验室开始。[13]
- 2024年11月，该公司宣布蓝色幽灵已准备好发射，并将于2025年1月中旬发射。[14]
- 2025年1月7日，萤火虫航天宣布，M1任务定于2025年1月15日美国东部时间凌晨1:11（世界标准时间06:11）发射。[15]
- 2025年1月15日，蓝色幽灵M1任务与“白兔-R2号任务”一同由猎鹰9号成功发射。
- 2025年3月2日，蓝色幽灵於美東時間凌晨3時34分在月球東北危海的拉特雷耶山（英语：Mons Latreille）附近著陸成功。[16]

## 有效载荷

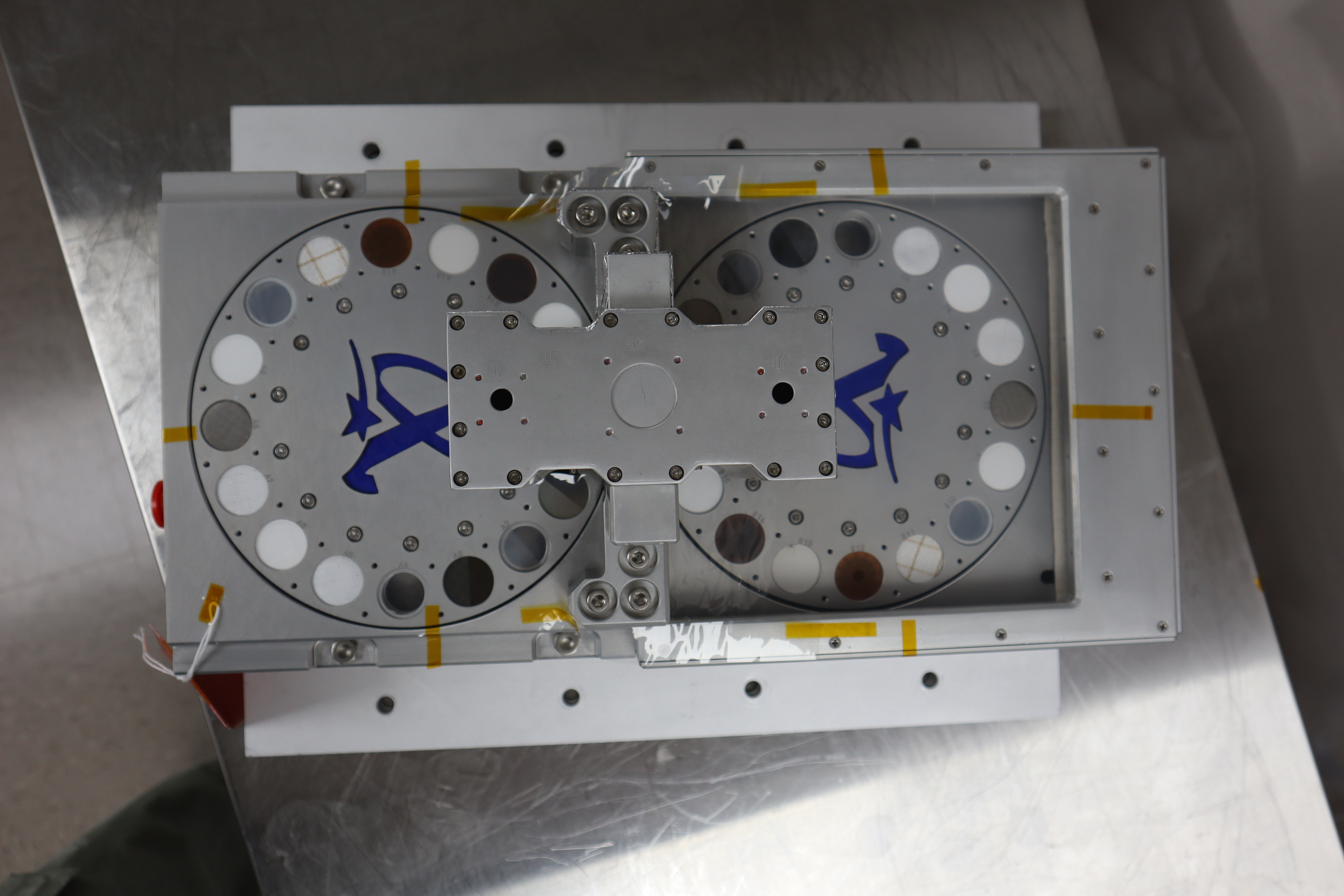
月球风化层粘附特性（RAC）实验
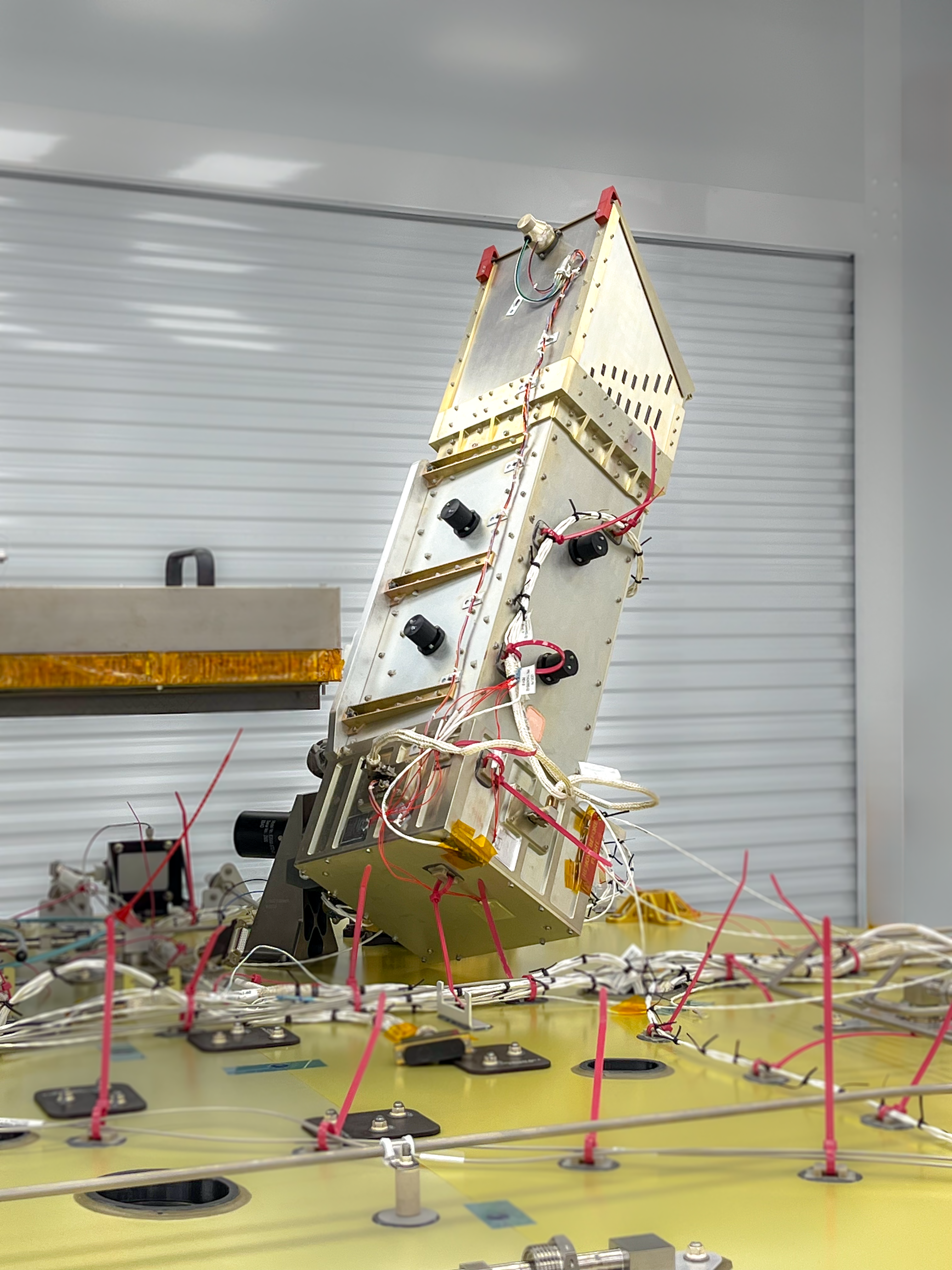
月球环境太阳圈X射线成像仪（LEXI）

M1任务的有效载荷总质量为94kg，包括以下10种科学仪器：
- 月球风化层粘附特性实验（英語：Regolith Adherence Characterization, RAC）。它将确定在着陆器着陆和运行期间，月球风化层如何粘附在暴露于月球环境中的一系列材料上。其组件将来自目前国际空间站上的MISSE-FF设施。
- 下一代月球反射器（英語：Next Generation Lunar Retroreflectors, NGLR）。它将作为地球上激光的目标，精确测量地球和月球之间的距离。此次任务中发射的反射器还将提供数据，用于了解月球内部的各个方面并解决基础物理问题。
- 月球环境太阳圈X射线成像仪（英語：Lunar Environment Heliospheric X-ray Imager, LEXI）。它将捕捉地球磁层与来自太阳的帶電粒子流（称为太阳风）相互作用的图像。
- 可重构、耐辐射的计算机系统（英語：Reconfigurable, Radiation Tolerant Computer System, RadPC）。它旨在展示耐辐射计算技术。由于月球缺乏大气层和磁场，来自太阳的辐射对电子设备来说将是一个挑战。此次试验还将描述辐射对月球表面的影响。
- 月表电磁探测器（英語：Lunar Magnetotelluric Sounder, LMS）。它旨在通过研究电场和磁场来表征月球地幔的结构和成分。此次调查将利用飞行备用磁力仪，这是一种测量磁场的设备，最初是为目前绕火星运行的火星大气与挥发物演化任务（MAVEN）制造的。
- 月球地下热快速探测器（英語：Lunar Instrumentation for Subsurface Thermal Exploration with Rapidity, LISTER）。它旨在测量月球内部的热流。探测器将尝试钻探2.13—3.05米（7英尺0英寸—10英尺0英寸）的月球风化层，研究月球在不同深度的热特性。
- 月球原位真空室（英語：Lunar PlanetVac, LPV）的设计目的是从月球表面获取风化层，并将其转移到其他仪器上，这些仪器会对材料进行分析，或者将其放入容器中，以便由另一艘航天器返回地球。
- 用于月球羽流表面研究的立体相机 1.1（英語：Stereo CAmeras for Lunar Plume Surface Studies, SCALPSS 1.1）。它将从发动机羽流首次扰动月球表面到发动机关闭期间，捕捉着陆器下方区域的视频和静态图像。长焦距相机将确定着陆前的表面地形。摄影测量法将用于重建着陆过程中表面的变化。了解火箭废气对风化层的影响的物理原理以及灰尘、砾石和岩石的位移，对于了解如何在飞行/登陆月球和其他天体的最后阶段最好地避免扬起表面物质至关重要。
- 电动除尘屏障（英語：Electrodynamic Dust Shield, EDS）。它将使用多个电极上变化的高电压产生非均匀电场，这个行进场反过来带走粒子，并在热辐射器、宇航服织物、护目镜、相机镜头、太阳能电池板和许多其他技术中具有潜在的应用。
- 基于GPS的月球卫星导航系统接收器实验（英語：Lunar GNSS Receiver Experiment, LuGRE）。LuGRE将继续扩大GPS信号的覆盖范围，如果成功的话，将成为首个识别月球距离GPS信号的航天器。